# Richard Beek (Schauspieler)
Richard Beek (* 17. Februar 1924 in Ulm; † 17. August 2007 in München) war ein deutscher Schauspieler in Film, Fernsehen und Theater. Bekanntheit erlangte er vor allem als Bühnendarsteller der Münchner Kammerspiele, deren Ensemble er 46 Jahre lang angehörte.

## Leben und Karriere
Beek debütierte 21-jährig als Theaterschauspieler und war von 1955 bis 2001 bei den Münchner Kammerspielen engagiert. Mit Beginn der Spielzeit 2001/2002 wechselte er mit Dieter Dorn und großen Teilen des Ensembles ans Bayerische Staatsschauspiel. Seine letzte große Rolle war der Knecht Wenzel im Stück Cherubim nach einem Roman von Werner Fritsch.
Seine Filmkarriere umfasst mehrere Kinoproduktionen für den Regisseur Ottokar Runze darunter Filmdramen wie Das Messer im Rücken, Verlorenes Leben, Der Mörder oder Stern ohne Himmel, sowie Werke der Filmemacher Richard Blank Friedliche Tage, Doris Dörrie Happy Birthday, Türke!, als auch Filme für Regisseure wie Bruno Jonas, Hardy Martins, Dagmar Knöpfel, Sebastian Schipper, Marc Rothemund, Zoltan Spirandelli Vaya con Dios oder die Filmkomödie Vom Suchen und Finden der Liebe von Helmut Dietl.
Am 17. August 2007 verstarb Richard Beek 83-jährig in München.

## Filmografie (Auswahl)
- 1975: Das Messer im Rücken
- 1976: Verlorenes Leben
- 1978: Heinrich Heine
- 1979: Der Mörder
- 1981: Stern ohne Himmel
- 1984: Friedliche Tage
- 1989: Tassilo – Ein Fall für sich (Serie) (Folge 5. Das Gespenst von Gattnau)
- 1990: Der zerbrochne Krug
- 1990: Florian (Fernsehserie, 5 Folgen)
- 1992: Happy Birthday, Türke!
- 1992: Wir Enkelkinder
- 1993: Tatort – Bienzle und die schöne Lau
- 1995: Pakten
- 1996: Polizeiruf 110: Kleine Dealer, große Träume
- 1998: Cascadeur – Die Jagd nach dem Bernsteinzimmer
- 1999: Requiem für eine romantische Frau
- 1999: Absolute Giganten
- 1999: Bella Block: Geflüsterte Morde
- 2000: Harte Jungs
- 2002: Vaya con Dios
- 2005: Vom Suchen und Finden der Liebe